# Diocesi di Asansol
La diocesi di Asansol (in latino Dioecesis Asansolensis) è una sede della Chiesa cattolica in India suffraganea dell'arcidiocesi di Calcutta. Nel 2023 contava 35.850 battezzati su  16.564.000 abitanti.

## Territorio
La diocesi comprende per intero il distretto di Bardhaman, e parte dei distretti di Birbhum e di Bankura nello stato del Bengala Occidentale in India.
Sede vescovile è la città di Asansol, dove si trova la cattedrale del Sacro Cuore di Gesù.
Il territorio si estende su 13.300 km² ed è suddiviso in 17 parrocchie.

## Storia
La diocesi è stata eretta il 24 ottobre 1997 con la bolla Pastorali quidem di papa Giovanni Paolo II, ricavandone il territorio dall'arcidiocesi di Calcutta.

## Cronotassi dei vescovi
Si omettono i periodi di sede vacante non superiori ai 2 anni o non storicamente accertati.
- Cyprian Monis (24 ottobre 1997 - 4 maggio 2020 ritirato)
  - Sede vacante (2020-2023)[2]
- Elias Frank (3 luglio 2023 - 28 giugno 2025 nominato arcivescovo coadiutore di Calcutta)

## Statistiche
La diocesi nel 2023 su una popolazione di 16.564.000 persone contava 35.850 battezzati, corrispondenti allo 0,2% del totale.
| anno | popolazione | popolazione | popolazione | presbiteri | presbiteri | presbiteri | presbiteri                | diaconi | religiosi | religiosi | parrocchie |
| anno | battezzati  | totale      | %           | numero     | secolari   | regolari   | battezzati per presbitero | diaconi | uomini    | donne     | parrocchie |
| ---- | ----------- | ----------- | ----------- | ---------- | ---------- | ---------- | ------------------------- | ------- | --------- | --------- | ---------- |
| 1999 | 19.000      | 11.000.000  | 0,2         | 32         | 16         | 16         | 593                       |         | 26        | 110       | 19         |
| 2000 | 19.500      | 11.050.000  | 0,2         | 34         | 18         | 16         | 573                       |         | 25        | 120       | 20         |
| 2001 | 21.081      | 11.090.000  | 0,2         | 36         | 19         | 17         | 585                       |         | 32        | 128       | 21         |
| 2002 | 22.171      | 11.100.000  | 0,2         | 37         | 19         | 18         | 599                       |         | 33        | 126       | 11         |
| 2003 | 23.500      | 11.390.000  | 0,2         | 41         | 20         | 21         | 573                       |         | 37        | 127       | 11         |
| 2004 | 23.900      | 11.890.000  | 0,2         | 44         | 23         | 21         | 543                       |         | 39        | 130       | 11         |
| 2006 | 24.841      | 12.100.000  | 0,2         | 51         | 28         | 23         | 487                       |         | 39        | 147       | 12         |
| 2012 | 29.345      | 14.069.000  | 0,2         | 69         | 40         | 29         | 425                       |         | 47        | 195       | 15         |
| 2015 | 31.256      | 14.624.000  | 0,2         | 75         | 46         | 29         | 416                       |         | 50        | 220       | 15         |
| 2018 | 30.600      | 15.155.480  | 0,2         | 69         | 43         | 26         | 443                       |         | 34        | 160       | 16         |
| 2020 | 31.050      | 15.493.500  | 0,2         | 74         | 46         | 28         | 419                       |         | 37        | 150       | 25         |
| 2022 | 32.750      | 16.400.000  | 0,2         | 77         | 49         | 28         | 425                       |         | 34        | 185       | 17         |
| 2023 | 35.850      | 16.564.000  | 0,2         | 80         | 52         | 28         | 448                       |         | 35        | 215       | 17         |